# Falcatifolium angustum
Falcatifolium angustum är en barrträdart som beskrevs av De Laub. Falcatifolium angustum ingår i släktet Falcatifolium och familjen Podocarpaceae. IUCN kategoriserar arten globalt som sårbar. Inga underarter finns listade i Catalogue of Life.